# Jacobus Josephus Eeckhout
Pour les articles homonymes, voir Eeckhout.
Jacobus Josephus Eeckhout ou Jacques Joseph Eeckhout , né le 6 ou 8 février 1793 à Anvers et mort le 25 décembre 1861 à Paris, est un peintre, sculpteur, pastelliste, aquarelliste et lithographe flamand et directeur de l'Académie royale des beaux-arts de La Haye. 

## Biographie

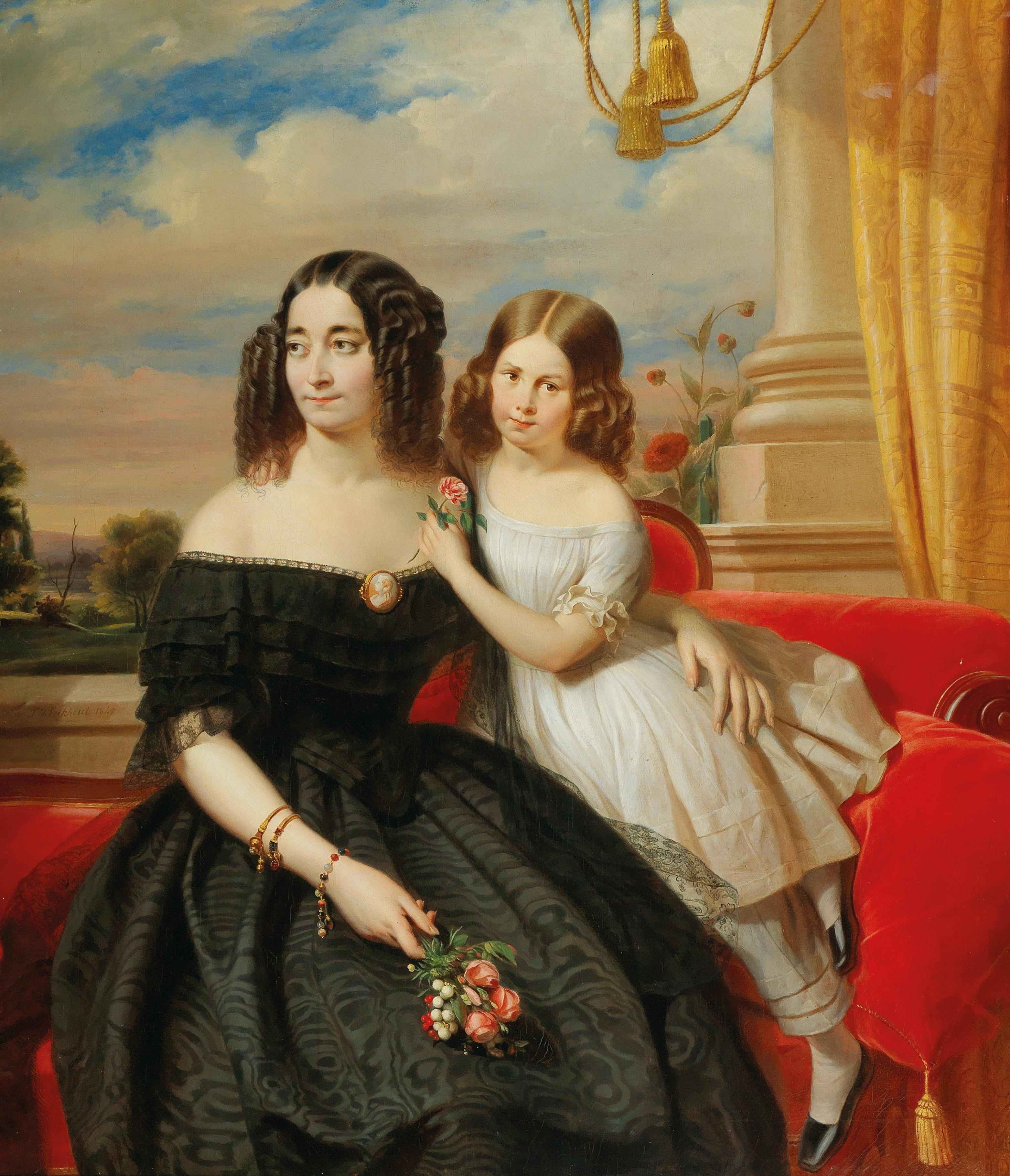
Madame Chesnaye et sa fille.

Les détails de la naissance d'Eeckhout ne sont pas clairs. Il est né à Anvers le 6 ou le 8 février 1793. Il reçoit sa formation artistique initiale à l'Académie d'Anvers. Au Salon de Bruxelles de 1821, il remporte le premier prix de sculpture. 
En 1829, il est élu membre des académies d'Amsterdam, d'Anvers, de Bruxelles et de Rotterdam. Il s'installe à La Haye en 1831. En 1839, il est nommé directeur de la Royal Academy of Art de La Haye. Il s'installe à Malines où il est enregistré en 1844 puis à Bruxelles. Il part vivre à Paris en 1859. Là il devient banquier, ce qui lui laisse moins de temps à consacrer à son art. À Paris, il vit au boulevard des Italiens. 
Eeckhout meurt le 25 décembre 1861 à Paris. 
Eeckhout a de nombreux étudiants, dont son fils Victor Eeckhout qui est un peintre orientaliste. Les autres élèves sont Willem Archibald Bake, Pieter Gerardus Bernhard, Johannes Mattheus Bogman, Louis Antoine Carolus, François De Marneffe, Gijsbertus Arnoldus Gretser, Henri Jean Baptiste Jolly, Willem Hendrik Pauli, Henri Rochussen et Frederik Pieter Thomas Somerschoe. 

## Œuvres
Il peint des sujets historiques et de genre, ainsi que des portraits. Son style et ses thèmes remontent à l'école néerlandaise des peintres du XVIIe siècle, tels que Gérard Dou et Frans van Mieris. Les œuvres détaillées à petite échelle de ces maîtres hollandais sont tenues en haute estime par les collectionneurs du XIXe siècle. Ses compositions sont expressives et vivantes, et la coloration vigoureuse. 
Il publie en 1822 à Bruxelles une collection de portraits d'artistes contemporains nés aux Pays-Bas. Il publie en 1827 également à Bruxelles une histoire des costumes des habitants de toutes les provinces des Pays-Bas. 

## Sélection d'œuvres
- La mort de Guillaume le Silence .
- Pierre le Grand à Zaandam .
- Le départ des recrues de Scheveningen .
- Collection de Portraits d'Artistes modernes, nés dans le royaume des Pays-Bas, 1822.

## Distinction
- Chevalier de l'ordre du Lion néerlandais (Pays-Bas, 22 juillet 1844)[2].